# Пепел ин кри
Пепел ин кри (словен.  — „Пепео и крв”) била је југословенска и словеначка вокално-инструментална група која је била присутна на музичкој сцени Југославије током 1970-их и 1980-их година. Основао ју је 1974. некадашњи фронтмен групе Беле вране Тадеј Хрушовар и чинили су је неки од тада најпознатијих словеначких певача и инструменталиста − поред Хрушовара ту су били још и Дитка Хаберл, Иво Мојзер, Ото Пестнер, Душан Велкаверх и Нада Жгур. Група је првобитно носила назив Збор Тадеја Хрушоварја, да би 1975. Велкаверх променио име у част годишњице ослобођења (Пепео и крв по пепелу и крви из које је настала слободна држава).
Исте године група је премијерно учествовала на Фестивалу словенске попевке где је са песмом Pepel in kri заузела треће место, да би потом на фестивалу Југовизија у Опатији освојили прву награду са песмом Дан љубезни,  поставши тако јубиларним 15. представником Југославије на Песми Евровизије. Југословенски представници су те 1975. у Стокхолму наступили под редним бројем 8, а након гласања стручног жирија заузели су 13. место са 22 освојена бода. Био је то четврти, а уједно и последњи пут да је неки словеначки представник запевао на Евровизији под заставом Југославије.
Група је током свог постојања учествовала на готово свим најважнијим музичким фестивалима забавне музике у Југославији − Сплитски фестивал, Ваш шлагер сезоне, Словенска попевка, Београдско пролеће, МЕСАМ и други − на којима су освојили бројне награде публике и жирија.
Оснивач групе, Тадеј Хрушовар, рођен је 5. јуна 1947. године, а преминуо 5. децембра 2020. године у Цељу, од последица корона вируса.

## Фестивали
Ваш шлагер сезоне, Сарајево:
- Мађија, '76
- Што може она, могу ја, '77
- Гласајте за нас, '81
- Моје прво пијанство (са Оливером Драгојевићем), прва награда публике, прва награда стручног жирија, награда за најбољи текст, '83

Опатија:
- Dan ljubezni, победничка песма / Евросонг - Dan ljubezni, '75, тринаесто место
- Моја сречна звезда, '76, шесто место
- Наш блок послуша рок, '80
- Тито (Вече родољубиве песме са Ото Пестнером), '81
- Жални песни не пој (Вече родољубиве песме са Елдом Вилер), '81
- Свет се врти до бесконачности (са Оливером Антауером), '82

Београдско пролеће:
- У мени живиш ти, '78

Сплит:
- Само твоје име знам, прва награда стручног жирија "Ђеки Србљеновић", '77
- Кад би сви момци Медитерана (Песме Медитеранских игара Сплита, МИС-а), '78
- Готово је, моја вило (Вече далматинских шансона), '78
- Ту је Далмација, награда стручног жирија, '79
- Apuntamenti, '80
- Ослушни сваки вал, 82
- Интима, '83
- Ратујемо против рата (Вече Устанак и море), '83
- Реци ми пјесмом, '84
- Твоје име је слобода (са Жарком Мамулом, вече Устанак и море), '84
- Портуни, '85
- Балада о нама, '87

Загреб:
- Пут, '80 (Вече револуционарне и родољубиве песме)
- Ја желим само твоју љубав, '83

Словенска попевка:
- Пепел ин кри, '75, трећа награда публике
- Миш в моки, '76
- Декле из Злате лађице, '77, трећа награда публике и трећа награда међународног жирија
- В мени жив је смех, '78, трећа награда публике
- Птичје страшило, '79
- Песем за динар, '79, трећа награда публике и прва награда међународног жирија
- Диско звезда, '80
- Пријатељство, '81, прва награда жирија
- За все људи света, 2003

Фестивал револуционарне и родољубиве песме:
- Слобода, '77

Мелодије мора и сунца, Пиран:
- Песем морске деклице, '78, награда стручног жирија
- Tutti noi (са Робертом Буљевичем), награда стручног жирија за најбољу песму у целини, '90

Љубљана:
- Диско звезда, '80
- Пријатељство, '81

Скопље:
- Чекај, чекај Виолета, '75
- Тој и таа, јас и ти, '78

МЕСАМ:
- Гордана (са Жарком Мамулом), '84
- Једна жена, (са Жарком Мамулом), '85

Макфест, Штип:
- Пеј за младоста, пеј за љубовта, '86

Евросонг:
- Dan ljubezni, тринаесто место
- Insieme: 1992 (Заједно: 1992, као пратећи вокали победничке песме Тота Кутуња), '90 [6]

Пјесма Медитерана, Будва:
- Музика, музика, 2000